# Mistrzostwa Świata w Tenisie Stołowym 1951
18. Mistrzostwa Świata w Tenisie Stołowym odbyły się w dniach 2–11 marca 1951 w Wiedniu.

## Końcowa klasyfikacja medalowa
| Miejsce | Państwo           | Złoto | Srebro | Brąz | Razem |
| ------- | ----------------- | ----- | ------ | ---- | ----- |
| 1       | Czechosłowacja    | 3     | 1      | 2    | 6     |
| 2       | Rumunia           | 3     | 1      | 0    | 4     |
| 3       | Anglia            | 2     | 0      | 3    | 5     |
| 4       | Węgry             | 0     | 3      | 3    | 6     |
| 5       | Austria           | 0     | 2      | 1    | 3     |
| 6       | Jugosławia        | 0     | 1      | 1    | 2     |
| 7       | Stany Zjednoczone | 0     | 0      | 2    | 2     |
| 8       | Walia             | 0     | 0      | 1    | 1     |

## Medaliści
| Konkurencja                | Złoto                         | Srebro                          | Brąz                                                         |
| Gra pojedyncza kobiet      | Angelica Rozeanu              | Gizella Farkas                  | Gertrude Pritzi Leah Thall                                   |
| Gra pojedyncza mężczyzn    | Johnny Leach                  | Ivan Andreadis                  | Vaclav Tereba Ferenc Sidó                                    |
| Gra podwójna kobiet        | Diane Rowe Rosalind Rowe      | Angelica Rozeanu Sari Szasz     | Gizella Farkas Rozsi Karpati Pauline Ichkoff Leach Tall      |
| Gra podwójna mężczyzn      | Ivan Andreadis Bohumil Váňa   | József Kóczián Ferenc Sidó      | Ladislav Štípek František Tokár Jack Carrington Johnny Leach |
| Gra mieszana               | Bohumil Váňa Angelica Rozenau | Vilim Harangozo Ermelinde Wertl | Johnny Leach Diane Rowe József Kóczián Rozsi Karpati         |
| Konkurs drużynowy mężczyzn | Czechosłowacja                | Węgry                           | Jugosławia                                                   |
| Konkurs drużynowy kobiet   | Rumunia                       | Austria                         | Anglia · Walia                                               |